# Братя (филм, 2015)
„Братя“ (на хинди: ब्रदर्स; на английски: Brohers) е индийска драма от 2015 година с Акшай Кумар, Сидхарт Малхотра, Жаклин Фернандез в главните роли.
Филмът е официален римейк на холивудския филм Войник.

## В ролите
| Актьор              | Роля                                                                         |
| ------------------- | ---------------------------------------------------------------------------- |
| Акшай Кумар         | Дейвид Фернандез                                                             |
| Сидхарт Малхотра    | Монти Фернандез                                                              |
| Жаклин Фернандез    | Джени Фернандез                                                              |
| Джаки Шроф          | Гърсон „Гери“ Фернандез                                                      |
| Шефали Шах          | Мария Фернандез                                                              |
| Меган Джадхав       | Дейвид Фернандез (тийнейджър)                                                |
| Ашутош Рана         | Сулейман Паша                                                                |
| Киран Кумар         | Петер Бриганза (Бившият шампион на смесени бойни изкуства, а сега президент) |
| Кулбхушан Кхарбанда | директор Шобхит Десай                                                        |

## Музика
Музиката за този филм е композирана от Аджай-Атул.
Песни
1. „Brothers Anthem“
2. „Gaaye Jaa (женска версия)“
3. „Sapna Jahan“
4. „Mera Naam Mary“
5. „Gaaye Jaa (мъж версия)“